# Doliocarpus calineoides
Doliocarpus calineoides är en tvåhjärtbladig växtart som först beskrevs av August Wilhelm Eichler, och fick sitt nu gällande namn av Ernest Friedrich Gilg. Doliocarpus calineoides ingår i släktet Doliocarpus och familjen Dilleniaceae. Inga underarter finns listade i Catalogue of Life.